# Ozyptila wuchangensis
Ozyptila wuchangensis es una especie de araña cangrejo del género Ozyptila, familia Thomisidae.

## Distribución
Esta especie se encuentra en China.